# Kington Langley
Kington Langley – wieś w Anglii, w hrabstwie Wiltshire. Leży 50 km na północny zachód od miasta Salisbury i 136 km na zachód od Londynu. W 2001 miejscowość liczyła 780 mieszkańców.